# Ens local històric de Catalunya
Un ens local històric es refereix generalment a un dels senyorius jurisdiccionals vigents fins a l'aparició dels ajuntaments, creats per la Constitució de Cadis tot abolint l'antic règim senyorial. En general han perviscut fins a l'actualitat en forma de termes de pobles i de municipis, i se'n pot seguir l'evolució històrica a partir de nomenclàtors i censos de població, especialment en les zones més rurals.
Molts d'aquests ens locals anaven vinculats a l'existència d'un nucli de població als voltants d'una església parroquial.
A primers del segle XIX els ens locals, en funció de la seva pertinença a la corona (termes reials) o a senyors jurisdiccionals (termes de baró), tenien batlles i regidors, i podien constituir ens locals intermedis (baronies, per exemple). La majoria d'ens locals, el primer terç del segle XIX van esdevenir municipis (per la via de tenir ajuntaments) encara que de seguida els més petits van ser fusionats amb els més grans.
Les vegueries (fins al Decret de Nova Planta) i els Corregiments (fins al primer terç del S. XIX) eren les divisions territorials que aplegaven els ens locals, que van esdevenir les modernes províncies més endavant.
En l'actualitat molts d'aquests ens locals històrics de Catalunya corresponen a les anomenades entitats singulars de població, que són regions estadístiques inframunicipals per a les quals hi ha dades històriques de població (dades de l'IDESCAT o de l'INE).
Els llistats d'aquests ens locals són recollits en diversos nomenclàtors, que a vegades hi afegeixen informació con el tipus de poblament, els caserius, les masies, etc. Hi pot haver-hi algunes diferències amb el Nomenclàtor de noms geogràfics, que no està pensat per proporcionar dades de població i d'altra informació estadística, i que és més orientat a recollir els noms correctes dels llocs i la seva posició al mapa.